# HD 65301
HD 65301，又名BD+59 1130，SAO 26618、HR 3106，是一颗恒星，视星等为5.77，位于銀經158.24，銀緯31.91，其B1900.0坐标为赤經7h 52m 57.8s，赤緯+59° 31.91′ 8″。